# 宮川知久
宮川 知久（みやかわ ともひさ、1958年12月8日 - ）は、日本の俳優。東京都出身。身長176cm、体重67kg、血液型はAB型。木山事務所俳優養成所5期生でPカンパニー所属。

## 逸話
- 立教大学文学部日本文学科卒業[要出典]。法政大学大学院人文科学研究科中退[要出典]。愛称はミヤドン[要出典]。
- 中学校・高校の国語科教員免許を持ち[2]、高校演劇の指導、脚色、演出に携わる[要出典]。
- 趣味に野球[2]、卓球[2]、トランペット[2]、音楽鑑賞[要出典]、オーディオ[要出典]、そしてコーラス[要出典]があり、アマチュアで歌っていた経験がある[要出典]。
- 好きな料理におせち料理の煮しめがあり、好きな具材を問われ「大根とたけのこです！」と即答している[3]。

## 主な出演作品

### 舞台
- 雰囲気のある死体（1993年）
- 私の下町－母の写真（1994年〜）
- 山猫理髪店（1998年）
- 海と日傘（1999年）
- 三人姉妹 （1999年）
- 桜の園（2001年）
- 華氏451度（2001年）
- 赤い鳥の居る風景 （2004年・2006年、ニューヨーク公演）
- 死者を埋葬れ（2004年）
- コント・ア・ラ・カルト当世殺人考（2005年）
- 道遠からん（2007年）
- 玄朴と長英（2008年）
- わたしのこえがきこえますか（2025年公演予定）[4]

### CM
- ミツカン
- ローソン

### VP
- 富士ゼロックス
- 全日本トラック協会